# Charlie Otainao
Charlie Otainao (5 luglio 1992) è un calciatore e giocatore di calcio a 5 salomonese.

## Carriera

### Calcio
Ha sempre giocato nel campionato salomonese.

### Calcio a 5
Otainao ha disputato la Coppa del Mondo 2021 con la nazionale salomonese di calcio a 5.